# Rhamnus scopulorum
Rhamnus scopulorum là một loài thực vật có hoa trong họ Táo. Loài này được (M.E. Jones) C.B. Wolf miêu tả khoa học đầu tiên năm 1938.